# O Estado de S. Paulo
O Estado de S. Paulo, popularment conegut com Estadão, és un diari brasiler editat a la ciutat de São Paulo des de 1875; el de major tiratge al país.
Va ser fundat el 4 de gener de 1875, per un grup de 16 persones afins al moviment republicà. En aquella primera etapa, el diari es deia A Província de São Paulo i va ser el pioner en la venda ambulant de premsa al país, motiu pel qual va ser motiu d'escarni per la competència (Correio Paulistano, O Ipiranga i Diário de S. Paulo). Aquest model de negoci va ser posat en marxa per l'immigrant francès Bernard Gregoire, qui sortia al carrer muntat a cavall, amb un barret blanc i tocant una trompeta per atreure l'atenció del públic. Dècades més tard, una icona de Gregoire a cavall es convertiria en el logotip del diari.

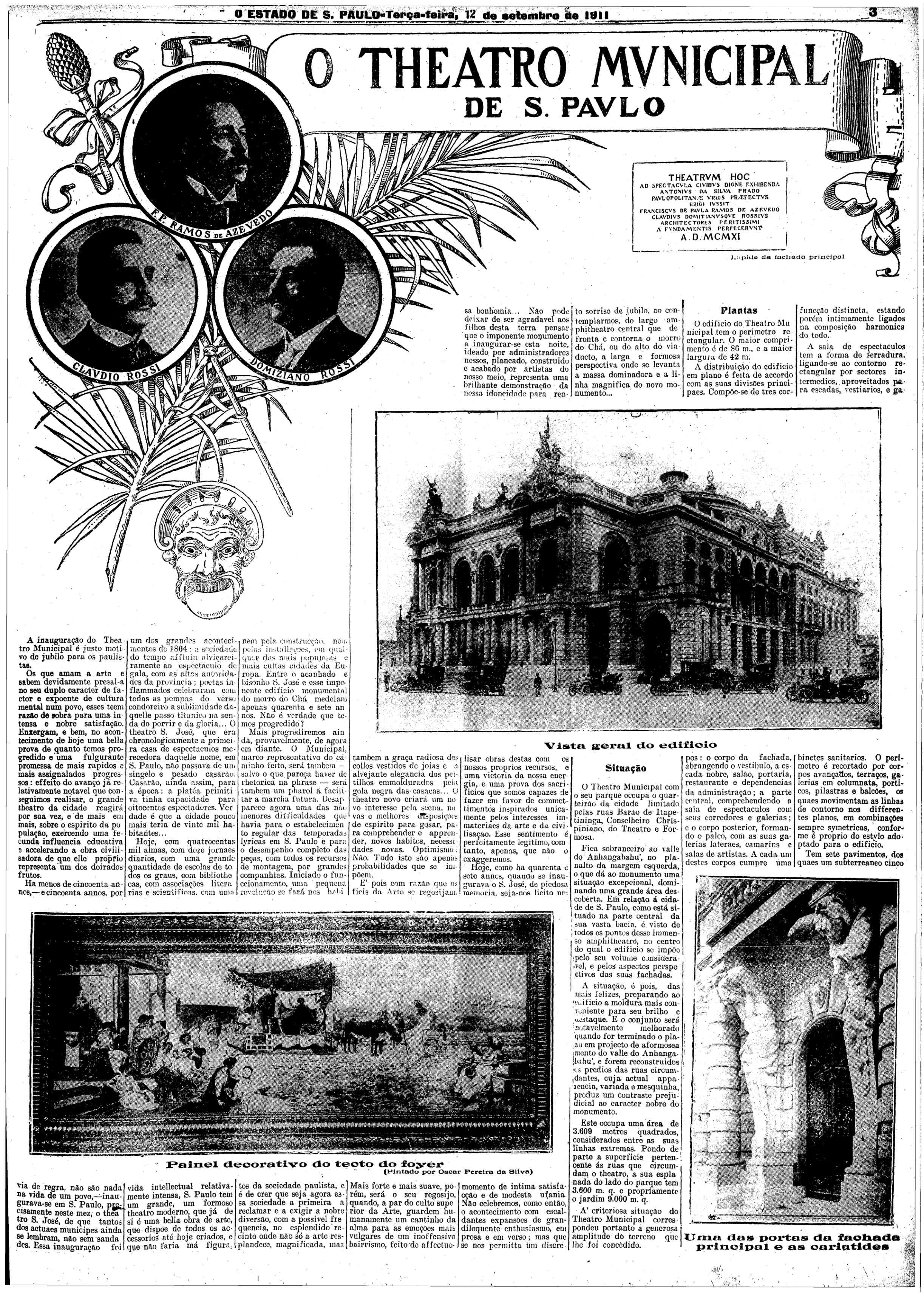
Reportatge sobre la inauguració del Theatro Municipal de São Paulo, 12/09/1911

Ja a finals del segle xix, l'Estadão ja era el diari més gran de São Paulo, superant amb escreix el Correio Paulistano. L'any 1902, Júlio de Mesquita, director del diari des de 1891, va fer-se amb la totalitat de les participacions. Des de llavors, el rotatiu roman en mans de la família Mesquita.
Poc després de la fi de la Segona Guerra Mundial, O Estado va experimentar un enorme progrés, amb l'augment de la circulació i del seu prestigi nacional. L'administració de les parts interessades va demostrar ser econòmicament eficient i la revista va gaudir d'una situació financera excel·lent.

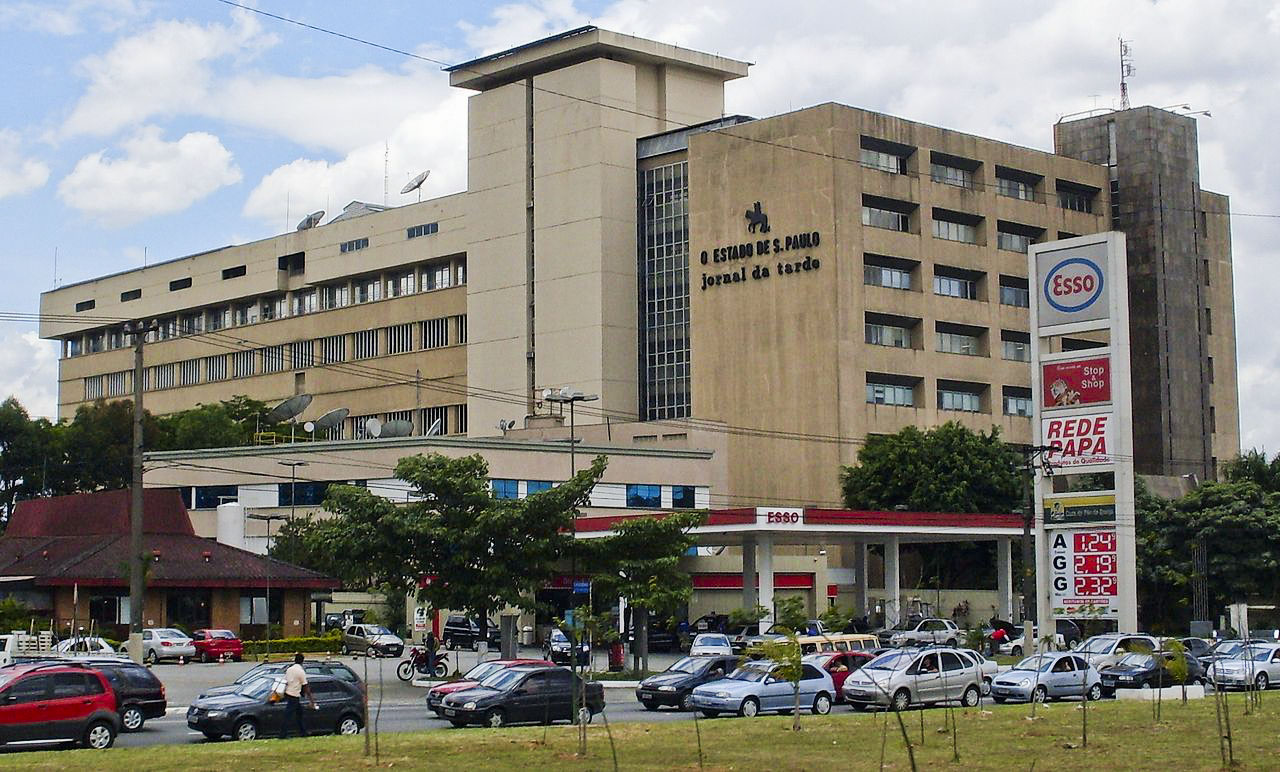
Seu central del diari.

El diari, com tots els mitjans impressos globalment, pateix des de la dècada de 2010 una caiguda accelerada del nombre de lectors. Si l'any 2011 el seu tiratge superava les 250.000 unitats, deu anys després amb prou feines passava dels 70.000.